# Stenungsunds kommunala realskola
Stenungsunds kommunala realskola var en kommunal realskola i Stenungsund verksam från 1953 till 1966.

## Historia
Skolan bildades 1 juli 1953 som kommunal realskola.
Realexamen gavs från 1957 till 1966.
Skolan hade verksamhet i gamla och nya Nyborgs skola och mot slutet även i Centralskolans nya lokaler.